# La Légion de l'espace
La Légion de l'espace (titre original : Legion of Space) est un roman de science-fiction de l'auteur américain Jack Williamson paru en 1934.

## Présentation de l'œuvre
La Légion de l'espace a tout d'abord été publiée en épisodes dans la revue spécialisée Astounding Stories à partir du mois d'avril 1934. Ce roman connut à l'époque un grand succès populaire.

## Résumé
Au XXXe siècle, John Star, jeune officier fraîchement sortie des classes de la légion de l'espace, se voit confier une mission de la plus haute importance : protéger Aladoree, protectrice d'AKKA, l'arme ultime de l'Humanité.
À peine arrivé, il doit faire face à la trahison de son oncle, désireux de remettre sur pied l'empire galactique avec l'aide des méduses, envahisseurs extra-terrestres bien décidés à conquérir la Terre.
Après l'enlèvement d'Aladoree, John Star aidé de quelques-uns des meilleurs légionnaires de l'espace, se rend sur la planète des méduses afin de la libérer. Il devra faire face à un monde hostile et affrontera de nombreux périples afin de mener à bien sa mission.

## Critiques spécialisées
Dans son Histoire de la science-fiction moderne, parue en 1984, Jacques Sadoul déclare à propos de ce roman : « Malgré la convention du thème et des personnages, le récit reste aujourd'hui encore passionnant, tant Williamson a mis d'enthousiasme juvénile dans les aventures échevelées des quatre compagnons à la poursuite de la belle kidnappée. ».
Voir également :
- Daniel Phi, Horizons du fantastique, n°25, 1973.

## Éditions françaises
La Légion de l'espace de Jack Williamson, traduit de l'américain par Catherinr Grégoire, a connu différentes éditions françaises :
- Hachette & Gallimard, coll. « Le Rayon fantastique », 1958 ;
- Albin Michel, coll. « Science-fiction », n°17, 1973 ;
- J'ai lu, coll. « Science-fiction », n° 3262, 1992 ;
- Le Bélial', in Ceux de la légion, traduction révisée par Pierre-Paul Durastanti et Gérard Olivier, 2004.